# جولیا دیویس
جولیا دیویس (انگلیسی: Julia Davis؛ زادهٔ ۲۵ اوت ۱۹۶۶) کمدین، بازیگر، نویسنده، کارگردان فیلم اهل بریتانیا است. وی از سال ۱۹۹۴ میلادی تاکنون مشغول فعالیت بوده‌است.
از فیلم‌ها یا برنامه‌های تلویزیونی که وی در آن نقش داشته‌است، می‌توان به در واقع عشق، شان می‌میرد، آینه سیاه (اپیزود شایستگی پانزده میلیونی)، تقاطع سمتری، ویلبر می‌خواهد خودش را بکشد، افسر آزادی مشروط و رشته خیال اشاره کرد.